# Ancistrus bufonius
Az Ancistrus bufonius a sugarasúszójú halak (Actinopterygii) osztályának harcsaalakúak (Siluriformes) rendjébe, ezen belül a tepsifejűharcsa-félék (Loricariidae) családjába tartozó faj.

## Előfordulása
Az Ancistrus bufonius Dél-Amerikában, a perui Apurimac-folyó medencéjében fordul elő.

## Megjelenése
Ez a halfaj legfeljebb 11,5 centiméter hosszú.

## Életmódja
A trópusi édesvizeket kedveli. A víz fenekén él és keresi a táplálékát.